# ブラック・エンターテインメント・テレビジョン
ブラック・エンターテインメント・テレビジョン（Black Entertainment Television、BET、黒人娯楽テレビ）とは、アメリカに在住するアフリカ系アメリカ人を対象として放送を行っているアメリカのケーブルテレビチャンネルである。現在はメディア企業のパラマウント・スカイダンス・コーポレーションの傘下にある。
放送内容は、宗教的な番組、報道番組、都市部向けの映画・ドラマ番組に加え、ヒップホップやR&Bの音楽ビデオの放送が多いのが特徴である。

## 歴史
1980年1月、ケーブルテレビ界のロビー活動家として活躍していたロバート・ジョンソンがアメリカのケーブルテレビ配信会社であるTCI（AT&Tとの合併を経て、2001年にメディア部門がリバティメディアとして独立）のCEOであったジョン・マローンから50万ドルの投資を受け、BETを設立。BETはまず毎週金曜日の23時～25時（東部時間）までの2時間、USAネットワークでの放送を開始した。放送内容は、少し昔の映画や音楽ビデオが占め、当時まだ発展途上であったケーブルテレビ産業おける新たな市場であるアフリカ系アメリカ人の顧客開拓に乗り出した。
1980年5月、BETは黒人大学スポーツイベントと1時間の放送延長のために、100万ドルの増資を行った。その11月には、2時間半番組「ブラックショーケース」や「ボビージョーンズ・ゴスペルショー」を開始した（後者は現在でも放映中である）。
1983年6月26日、人気DJドニーシンプソン司会の音楽ビデオ番組「ビデオソウル」が始まった。この番組は、BETにおける初の影響力を持った番組となっていく。
1983年10月1日、HBOからの増資を行った後、760万人と視聴契約を結び、24時間放送を開始した。この20年間以上もの間、BETは視聴契約を伸ばしつづけ、テレビ業界を超えて成長を続けた。1989年10月、BET初の雑誌「エマージ」を刊行し出版業界への参入を開始した。続けて、アフリカ系アメリカ人の若者向け雑誌「YSB」を発刊した。
1990年代には、会社分割方式で、いくつかの新たなネットワークを立ち上げてきた。ジャス専門チャンネル「BET on Jazz」（現在の「BET J」）、ペイパービュー方式の「BETアクション」、リバティメディアと共同出資でリバティメディア傘下のペイテレビ・Starzにて「BET Movies/Starz!」（BETはバイアコム傘下に入った2001年に運営から撤退、「Black Starz!」にチャンネル名変更、2005年にはさらに「Starz in Black」に変更）を、それぞれ立ち上げてきた。またBETはデジタルケーブルプラットフォームを通じて、アメリカ全土に「BETヒップホップ」と「BETゴスペル」のサービスを提供している。
1998年、ロバート・ジョンソンとリバティメディアがBETを共同で買収するが、2000年にはバイアコムが買収。
またBETは、アフリカ系アメリカの関心に特化した番組を放送したり、公共事業活動を行ったりもしている。「ラップイットアップ」運動では、アフリカ系アメリカ人地域に拡がるHIV/AIDS感染を食い止めようと活動を展開している。また、ハリケーン・カトリーナの被害の傷跡が癒えない中で、2005年9月9日、BETは台風災害救済のためのコンサート「SOS！わたしたち自身を救え」を放送し、カトリーナに被災した人々のために募金を呼びかけ、被害者のために1100万ドルを越える募金が集まった。

## 日本での展開
日本では、1997年、ディレクTV開局に合わせて「BET on Jazz」の放送を開始したが、2000年にはディレクTVの日本撤退と共に放送を終了している。
2007年9月5日より、MTVジャパンにてBETの看板番組「106 & PARK: TOP TEN LIVE」が、日本限定の60分特別バージョン「106 & PARK: TOP TEN VIDEOS」として放送されていた。

## リンク
- BET.com
- MTVジャパン BET 106 & PARK: TOP TEN VIDEOS